# ムハンマド・タキー・アルジャアファリー・ビン・ジャハリ
ムハンマド・タキーまたはムハンマド・ビン・ジャハリことムハンマド・タキー・アルジャアファリー・ビン・ジャハリ（英: Muhammad Taqi Aljaafari Bin Jahari、1986年10月25日 - ）は、シンガポール出身のサッカー審判員 。2012年から国際サッカー連盟 (FIFA) に登録されている国際審判員であり 、 AFCチャンピオンズリーグを始め多くの国際試合の主審を担当している。

## 経歴
2012年から国際審判員として登録されている。
2013年、シンガポール・カップ2013決勝・タンジョン・パガー・ユナイテッドFC対ホーム・ユナイテッドで主審を務めた。
2014年には、シンガポール・チャリティーシールドとシンガポール・カップで共に主審を務め、同年のSリーグの最優秀審判も受賞した。
2015年、副審のジェフリー・ゴーと共にAFCアジアカップ2015に予備の主審としてオーストラリアに派遣され、第4の審判員を務めた。
2017年5月に韓国で行われた2017 FIFA U-20ワールドカップではビデオ・アシスタント・レフェリーの1人として派遣された。同年7月にシンガポールで行われたインターナショナル・チャンピオンズ・カップ 2017では、チェルシー対バイエルン・ミュンヘンの試合を担当している。同年10月には、彼は2017 FIFA U-17ワールドカップの審判員としてインドに派遣されグループリーグ2試合を担当。さらに、アルビレックス新潟シンガポールとグローバル・セブFCとの間で争われたシンガポール・カップ決勝も担当し、ASEANサッカー連盟 (AFF) の最優秀審判員に選出されている。
2019年、アラブ首長国連邦で開催されたAFCアジアカップ2019に審判団の一人として派遣され主審を務める。
その後、ポーランドに派遣され、 2019 FIFA U-20ワールドカップの試合の主審を務めた。

## 主な国際審判歴
| 2017 FIFA U-17ワールドカップ | 2017 FIFA U-17ワールドカップ | 2017 FIFA U-17ワールドカップ | 2017 FIFA U-17ワールドカップ |
| 日付                         | 対戦カード                   | 会場                         | ラウンド                     |
| ---------------------------- | ---------------------------- | ---------------------------- | ---------------------------- |
| 09/10/17                     | トルコ – マリ                | ナビ・ムンバイ               | グループステージ             |
| 14/10/17                     | フランス – ホンジュラス      | グワハティ                   | グループステージ             |

| 2019 FIFA U-20ワールドカップ | 2019 FIFA U-20ワールドカップ | 2019 FIFA U-20ワールドカップ | 2019 FIFA U-20ワールドカップ |
| 日付                         | 対戦カード                   | 会場                         | ラウンド                     |
| ---------------------------- | ---------------------------- | ---------------------------- | ---------------------------- |
| 23/05/19                     | タヒチ – セネガル            | ルブリン                     | グループステージ             |
| 30/05/19                     | ノルウェー – ホンジュラス    | ルブリン                     | グループステージ             |

| 2019 AFCアジアカップ（アラブ首長国連邦） | 2019 AFCアジアカップ（アラブ首長国連邦） | 2019 AFCアジアカップ（アラブ首長国連邦） | 2019 AFCアジアカップ（アラブ首長国連邦） |
| 日付                                     | 対戦カード                               | 会場                                     | ラウンド                                 |
| ---------------------------------------- | ---------------------------------------- | ---------------------------------------- | ---------------------------------------- |
| 2019年1月12日                            | ベトナム – イラン                        | アブダビ                                 | グループステージ                         |
| 2019年1月22日                            | カタール – イラク                        | アブダビ                                 | ラウンド16                               |

## 表彰
- Sリーグ最優秀審判（2014年）
- AFF最優秀審判（2017年）